# Acta Sociologica
Acta Sociologica là một tạp chí học thuật được bình duyệt theo hàng quý bao gồm tất cả các lĩnh vực của xã hội học hiện đại. Đây là một tạp chí chính thức của Hiệp hội Xã hội học Bắc Âu và được thành lập vào năm 1955. Tạp chí xuất bản các bài báo về nghiên cứu ban đầu, đánh giá sách, và các bài tiểu luận và tập trung vào nghiên cứu so sánh các quốc gia Bắc Âu với nhau hoặc với các quốc gia khác. Tòa soạn báo hiện đặt ở Đại học Gothenburg

## Trừu tượng hóa và lập chỉ mục
Acta Sociologica hiện được trừu tượng hóa và được lập chỉ mục trong Scopus và Chỉ số trích dẫn khoa học xã hội. Theo Journal Citation Reports, hệ số tác động vào năm 2016 của nó là 1.225, xếp thứ 57 trong số 143 tạp chí trong danh mục "Xã hội học" được đánh giá, xếp loại.